# BugBug
《BugBug》是由辰巳出版發行的日本成人遊戲月刊雜誌。最初是由Sun出版（サン出版）於1992年創刊，後來Sun出版更名Magazine Magazine（マガジン・マガジン），之後改由富士美出版發行，最後改由辰巳出版發行。

## 歷史
1992年10月3日，《BugBug》創刊，田Sun出版發行。後來Sun出版更名為Magazine Magazine。次年開始其內容開始聚焦於成人遊戲。1999年，曾於寫真雜誌任職的大澤忠基成為《BugBug》的總編輯，他於2021年時仍在任職相關職位。2016年6月，Magazine Magazine表示不想再跟成人內容有所聯繫，故《BugBug》的發行事務改由富士美出版接手。2019年5月1日，因為富士美出版合併至Schola Magazine，故《BugBug》交由後者發行。2020年4月24日，《BugBug》開設官方新聞網站bugbug.news。其以報導美少女遊戲及成人動畫的資訊為主軸。Schola Magazine及後又與辰巳出版合併，故《BugBug》自2021年9月號起由辰巳出版發行。

## 內容
《BugBug》以介紹美少女遊戲和成人遊戲為主。除此之外，它的實體版亦會附贈載有成人內容的光碟。《日刊Cyzo》形容《BugBug》的插圖排版在同類型雜誌中較獨特，且其附贈的光碟能「增加實用性」。

## 外部連結
- 官方網站（页面存档备份，存于）（日語）
- BugBug.NEWS （页面存档备份，存于）（日語）
- BugBug的X（前Twitter）（日語）